# Comité interprofessionnel du vin de Champagne
Le Comité interprofessionnel du vin de Champagne (CIVC), ou Comité Champagne, créé en 1941, est l'organisme interprofessionnel regroupant tous les opérateurs relevant du vin en appellation champagne : viticulteurs, négociants manipulants, maisons de Champagne, syndicats professionnels et caves coopératives. Il est reconnu par arrêté du 2 juin 2014 du ministère de l'Agriculture en qualité d'organisation interprofessionnelle.
Depuis 2012, le Comité interprofessionnel du vin de Champagne se présente sous le nom public de Comité Champagne et sa maison est labellisée Architecture contemporaine remarquable en 2015.

## Histoire

### Prémices
En 1922, le Syndicat du commerce des vins de Champagne et le Syndicat général des vignerons de la Champagne délimitée créent le Comité de propagande des vins de Champagne. Le 16 mai 1931, première réunion de la nouvelle Commission de propagande de défense du vin de Champagne. Elle est composée d'élus (parlementaires, conseillers généraux, maires de communes viticoles), de fonctionnaires, de représentants de la Banque de France, du Crédit Agricole et des chambres d'agriculture et du commerce. Il y a aussi huit représentants du Syndicat du commerce des vins de Champagne et huit pour le Syndicat général des vignerons de la Champagne délimitée. Trois sous-commissions sont créées. Est aussi créé un secrétariat permanent de la Commission et des trois sous-commissions, exercé conjointement par un représentant du négoce et un représentant des vignerons. Bertrand de Mun était président du Syndicat du commerce des vins de Champagne et Maurice Doyard était secrétaire général du Syndicat général des vignerons de la Champagne délimitée.
Le décret-loi du 28 septembre 1935 transforme cette Commission en Commission spéciale de la Champagne viticole, avec une composition réduite et des pouvoirs plus étendues. Elle sera appelée par les champenois, Commission de Châlons, puisque siégeant à la préfecture de la Marne. Elle avait un secrétariat permanent avec Maurice Doyard, représentant les vignerons et Robert-Jean de Vogüe, représentant les négociants. Elle avait aussi une sous-commission composée de professionnels, qui avait le pouvoir de fixer le rendement à l'hectare et au pressurage et le degré minimum pour chaque vendange, de prescrire la taille de la vigne et l'élimination des sous-produits de la fabrication des vins. Ces décisions étaient obligatoires, après avis du Comité national des appellations d'origine et arrêté du ministre de l'Agriculture. Elle fixait aussi le prix minimum des raisins et des vins clairs et les dates des échéances de paiement, rendus obligatoires par arrêté préfectoral dans chaque département. Ces décisions ont permis 
que le prix du kilogramme de raisin dans les grands crus passe de 1,30 franc en 1935 à 8,50 en 1940.

### Création sous l'occupation
Dans le domaine du vin, l'Occupation de la France par l'Allemagne est marquée par l'instauration de « marchands de vin en uniforme » surnommés par les Français Weinführers (chefs du vin), chargés de recenser les vins en stock afin d'en régulariser leur marché, de sélectionner et acheter les meilleurs vins pour les envoyer en Allemagne et de limiter les pillages dus aux troupes d'occupation. Le Weinführer des vins de Champagne est Otto Klaebisch, beau-frère de Joachim von Ribbentrop qui fut importateur de vins de Champagne et représentant de grandes maisons de champagne en Allemagne. Cet officier de réserve, placé à la tête du Bureau de répartition des vins mousseux de la Wehrmacht, entreprend en juillet 1940 de regrouper toutes les instances qui s'occupent du champagne.
C'est dans ce contexte que le Syndicat général des vignerons champenois est dissous et que le Bureau national de répartition du champagne devient le CIVC, créé par la loi du 12 avril 1941 pour gérer les intérêts communs des vignerons, des négociants producteurs et des maisons de vins de champagne. C'est l'un des nombreux comités de répartition des produits alimentaires créés. La création du Comité est présentée lors de l'assemblée générale annuelle du Syndicat général des vignerons, à Épernay, le 10 juillet 1941, en présence du préfet René Bousquet, qui déclare à la tribune : « Il ne faut pas que la nouvelle organisation de la viticulture soit la revanche de quelques hommes sur d'autres hommes, un retour à des erreurs ou des égoïsmes passés [...]. Aucune opposition fondamentale ne peut dresser le travail contre le commerce et vice-versa. »
À cette époque, le CIVC est principalement chargé d'honorer les commandes de l'occupant nazi. Il est également chargé d'acheter les matières premières nécessaires au travail de la vigne et à l'élaboration du Champagne pour les répartir entre les différents professionnels. Il est également désigné comme interlocuteur du Weinführer Otto Klaebisch pour les approvisionnements de la Wehrmacht, le champagne faisant partie des produits exigés par l'occupant.
Le ministre-secrétaire d'État à l'Agriculture, Pierre Caziot, nomme à sa tête Robert-Jean de Vogüé, délégué général du CIVC mais aussi animateur du mouvement de résistance « Ceux de la Libération ». Le décret du 8 septembre 1941 précise l'organisation du CIVC et le décret du 2 septembre 1942 décrit son statut financier.

### Époque contemporaine
Le CIVC exerce de son influence tout au long de la deuxième partie du XXe siècle, puis au siècle suivant, pour garantir la qualité et l'image des vins de Champagne, dans l'intérêt de toutes les professions concernées. Il s'intéresse notamment à l'impact environnemental de cette activité, procédant à des audits tous les cinq ans et à des études, recommandations et élaboration de nouvelles techniques sur les points soulevés. « Avant, on parlait de culture raisonnée. Aujourd’hui, on parle de viticulture durable » explique un des experts de ce Comité interprofessionnel des vins de Champagne. Cette préoccupation l'amène à s'intéresser par exemple, au rendement des vignobles, à l’enherbement des vignes, mais aussi à la coiffe en aluminium qui recouvre le bouchon de liège, à l'emballage des bouteilles, ou encore à l’allégement du poids de ces bouteilles. La méthode champenoise crée une pression de 15 bars au sein de cette bouteille, le verre utilisé est plus épais pour tenir cette pression, plus lourd, que pour les autres vins. En 2011, une nouvelle bouteille est apparue, allégée de 65 grammes. Largement adoptée par les producteurs, elle a ramené le poids de la bouteille standard à 835 grammes.
En 2015, le Comité Champagne lance un programme de formation en ligne en faveur de l’éducation au vin de Champagne baptisé Champagne Campus.
Début 2020, il propose un MOOC (en français : cours en ligne ouvert et massif, CLOM) dédié, qui implique de nombreuses maisons, vignerons ou coopératives, ainsi qu'un Master of Wine français.

## Lobbying

### Auprès des institutions de l'Union européenne
Le CIVC est inscrit au registre de transparence des représentants d'intérêts auprès de la Commission européenne. Il déclare en 2017 pour cette activité des dépenses annuelles d'un montant compris entre 25 000 et 50 000 euros.

### En France
Le CIVC déclare à la Haute Autorité pour la transparence de la vie publique exercer des activités de lobbying en France pour un montant qui n'excède pas 75 000 euros sur l'année 2018.
Le CIVC est membre de Vin et société.

## Organisation

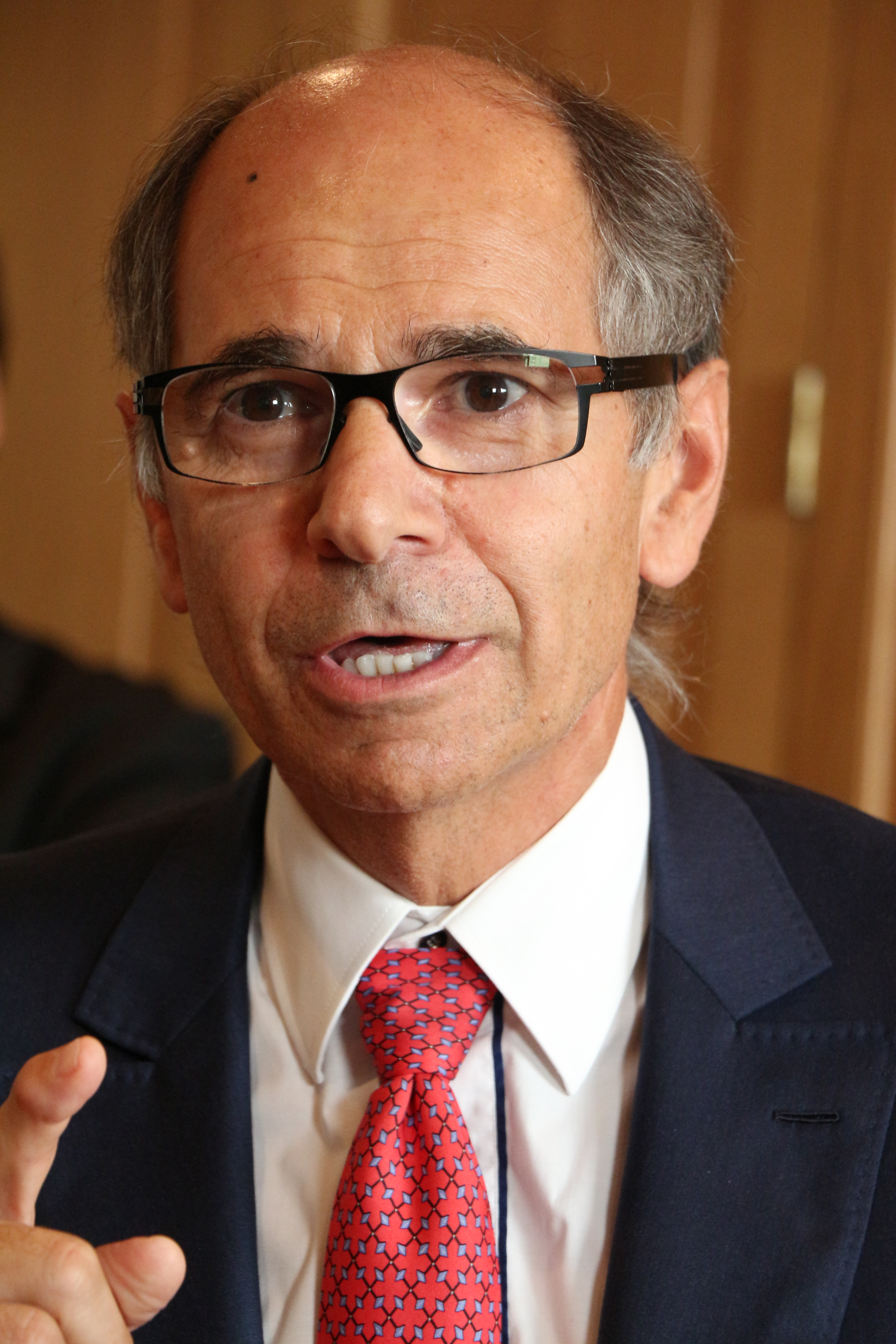
Jean-Marie Barillère, co-président (2010-2022) du Comité interprofessionnel du vin de Champagne et président de l'Union des maisons de Champagne.

Le CIVC perçoit, en 2010, des contributions volontaires obligatoires auprès des professionnels du secteur à hauteur de 14 994 000 euros.
Le CIVC est dirigé par deux co-présidents, l'un représentant les vignerons, nommé par le Syndicat général des vignerons, l'autre représentant les maisons de Champagne, nommé par l'Union des Maisons de Champagne.

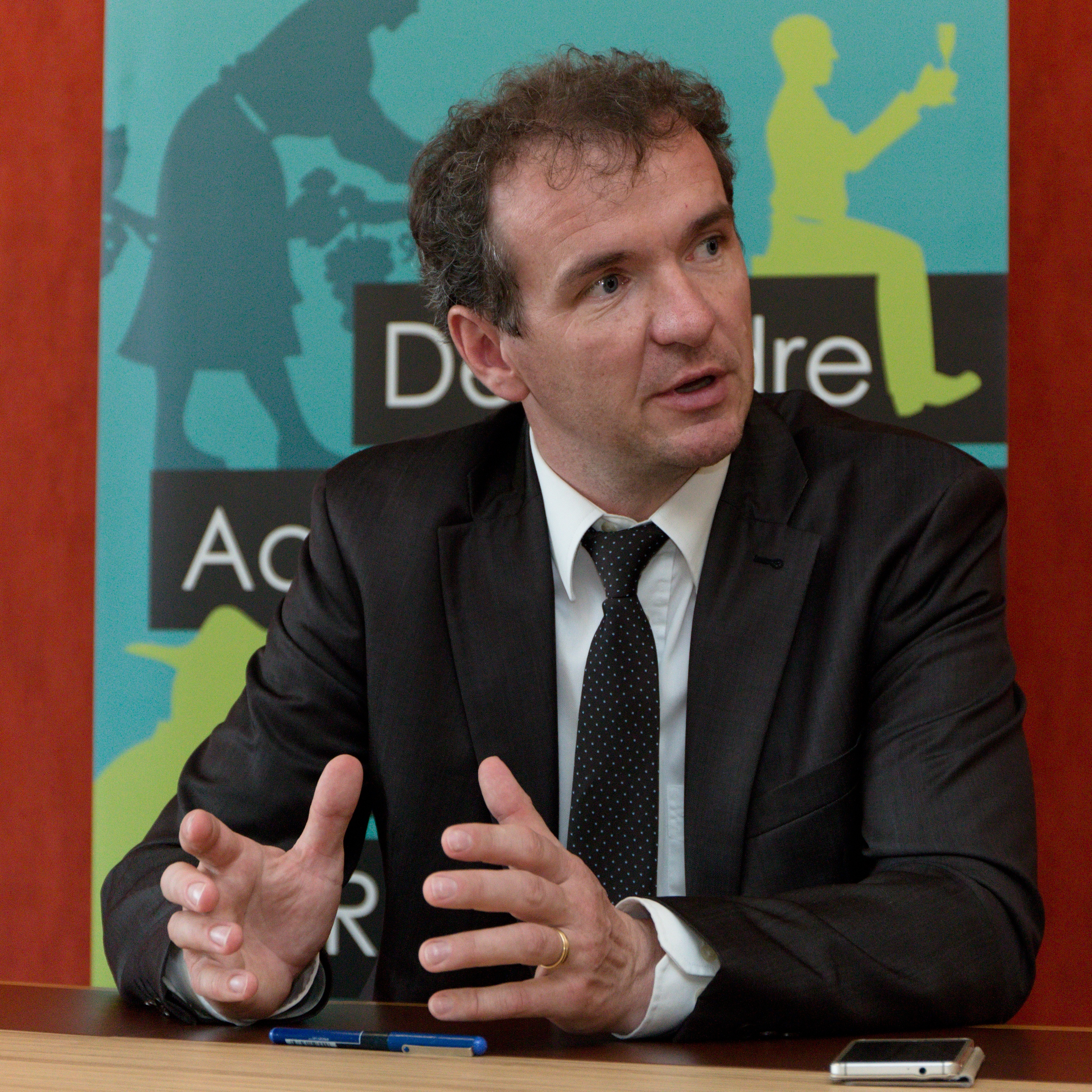
Maxime Toubart, co-président du Comité interprofessionnel du vin de Champagne et président du Syndicat général des vignerons de Champagne.

### Liste des co-présidents
| Année de nomination | Représentant des vignerons | Représentant des maisons de Champagne |
| ------------------- | -------------------------- | ------------------------------------- |
| 1941                | Maurice Doyard             | Robert-Jean de Vogüé                  |
| 1944                |                            | René Chayoux                          |
| 1945                | Albert Dagonet             |                                       |
| 1946                | Henri Macquart             |                                       |
| 1956                |                            | Christian Heidsieck                   |
| 1960                | Henri Geoffroy             |                                       |
| 1967                |                            | François d’Aulan                      |
| 1974                |                            | Jean-Michel Ducellier                 |
| 1978                | Marc Brugnon               |                                       |
| 1994                | Philippe Feneuil           | Yves Bénard                           |
| 2004                | Patrick Le Brun            |                                       |
| 2007                |                            | Ghislain de Montgolfier               |
| 2010                | Pascal Férat               | Jean-Marie Barillère                  |
| 2016                | Maxime Toubart             |                                       |
| 2022                |                            | David Chatillon                       |